# Leucemia linfatica cronica
Per  leucemia linfatica cronica o leucemia linfocitica cronica (LLC) si intende una forma di leucemia, dove linfociti B CD5+ si espandono e si accumulano in varie parti del corpo, tra cui il sangue, i linfonodi e il midollo osseo.

## Epidemiologia
La leucemia linfatica cronica è la forma di leucemia più diffusa, soprattutto nei Paesi occidentali, con maggiore diffusione nel sesso maschile. L'incidenza è calcolata di 5-15 casi su 100 000 persone. Per quanto riguarda l'età si diffonde maggiormente a partire dal quinto decennio, toccando l'incidenza massima nell'ottavo decennio. È infatti definita "leucemia dell'anziano".

## Eziologia
La leucemogenesi è un processo in cui eventi trasformanti successivi portano ad una capacità della popolazione clonale che deriva da cellule progenitori ematopoietiche a proliferare, differenziarsi e sopravvivere. Clinicamente e patologicamente, la leucemia è suddivisa in 4 principali categorie: leucemia linfatica cronica, leucemia mieloide cronica, leucemia linfatica acuta e leucemia mieloide acuta. La leucemia, nel passato, è stata considerata solo una malattia genetica. Comunque, in questi anni recenti, significative scoperte sono state svolte per la elucidazione dei processi leucemogeni-associati. Dunque, si è capito che alterazioni epigenetiche, che includono la metilazione del DNA, modificazioni degli istoni e miRNA, sono coinvolte in cambiamenti permanenti dell'espressione genica che controllano il fenotipo della leucemia.
L'esatta causa rimane sconosciuta anche se vi sono diverse ipotesi, specialmente nel campo della genetica, al riguardo. Una di esse, in particolare, pone l'accento sulla mutazione che riguarda il recettore delle cellule B (BCR) e la via di segnalazione ZAP-70, dal momento che la presenza o meno di questa dà il via a forme leucemiche di diversa aggressività e diversa prognosi. BCR è un recettore proprio dei linfociti B, che, in seguito a stimolazione antigenica, determina l'attivazione linfocitaria tramite la cascata segnalatoria promossa dall'enzima ZAP-70.
A causa di una stimolazione antigenica tuttora non del tutto chiarita, i linfociti B pre-centro germinativo sono stimolati a proliferare, dando vita ad una forma leucemica aggressiva. Se nella patologia in questione sono invece coinvolti linfociti B post-centro germinativo, la malattia sarà meno aggressiva in quanto queste cellule, pur essendo immortalizzate, non sono stimolate alla proliferazione, avendo BCR e la via ZAP-70 non funzionanti, a causa dei riarrangiamenti somatici subiti in corso di maturazione.

## Clinica

### Sintomatologia
Nel 25% dei casi non sono presenti segni o sintomi. Un aumento volumetrico dei linfonodi di tutte le stazioni linfoghiandolari superficiali che però sono: indolenti, di consistenza non dura, mobili su piani superficiali e profondi e senza tendenza a confluire in pacchetti o a fistolizzare. Pure frequenti sono l'epatomegalia e/o la splenomegalia. In un numero ridotto, ma non trascurabile di casi, la malattia esordisce con i sintomi e i segni dello scompenso mieloide. Da ricordare, infine, il verificarsi di manifestazioni infettive ricorrenti, più frequentemente di tipo batterico, facilitate dalla immunodeficienza e, in minor misura, dalla neutropenia. 
Quindi manifestazioni come anemia, trombocitopenia, emorragie, linfoadenomegalia sono da prendere in seria considerazione. Anemia e piastrinopenia sono provocati dalla infiltrazione midollare da parte dei linfociti leucemici o da fenomeni autoimmuni.

### Diagnosi
Attraverso un esame dello striscio di sangue periferico è possibile valutare la tipologia, la percentuale e le fattezze di piastrine, globuli rossi e globuli bianchi. In particolare i linfociti ammalati si romperanno apparendo come ombre, un effetto questo dovuto alla fragilità intrinseca dei linfociti degenerati. Questi linfociti sono così stati definiti le ombre di Gumprecht e sono manifestazione della leucemica linfatica cronica.

### Stadiazione
Nel corso degli ultimi decenni si sono sviluppate diverse classificazioni. La prima, ideata da Kanti R. Rai e collaboratori nel 1975, prevedeva 5 fasi di stadiazione; successivamente, nel 1981, altri studiosi, Jacques-Louis Binet e collaboratori, hanno voluto raggruppare in maniera differente la classificazione precedente formando soltanto 3 fasi:
- fase A: basso rischio con linfocitosi periferica e midollare con meno di 3 aree linfoidi interessate;
- fase B: rischio intermedio con linfocitosi periferica e midollare con almeno o più di 3 aree linfoidi interessate;
- fase C: alto rischio con linfocitosi periferica e midollare con Hb < 10 g/dl e/o piastrinopenia (< 100 000/mm3).

In seguito si è espresso il National Cancer Institute che ha voluto differenziare il concetto di "malattia attiva" da quella "in progressione".

## Trattamento
Il trattamento non eradica la patologia, ma la contiene, e cambia a seconda del rischio che corre la persona:
- Fludarabina, 25–30 mg /m2 per 5 giorni, nei casi di basso rischio, dosi più alte negli altri casi.[4]
- Rituximab, utilizzato spesso in combinazione con la fludarabina.
- Alemtuzumab, utilizzato principalmente nel caso di ricadute della malattia[5]

Si sono provate diverse combinazioni durante gli studi clinici, ma come nel caso della ciclofosfamide e dei corticosteroidi non si sono mostrati segni di remissione stabile.

### Terapia della leucemia linfatica cronica a cellule B (B-CLL)
Nel paziente giovane (< 65 anni) l'opzione comune è che il miglior trattamento sia una immunochemioterapia che sfrutti l'associazione di rituximab e chemioterapia. 
La chemioterapia prevalentemente utilizzata in Italia è lo schema R-FC (rituximab, fludarabina e ciclofosfamide).
Nel paziente anziano (> 65 anni), prima di procedere con la terapia di combinazione, va attentamente valutato lo stato delle eventuali altre problematiche di salute presenti. Molte terapie per la B-CLL, infatti, possono aggravare le problematiche di salute presenti, portando ad un peggioramento delle condizioni anziché migliorarle.
Nel paziente anziano, il regime R-FC può essere eccessivamente intenso e portare ad effetti collaterali seri, benché sembri un regime ben tollerato quando il paziente, seppur anziano, non presenti altre problematiche di salute.
Possibile alternativa è sfruttare il regime R-FC ma con dosaggi ridotti di fludarabina e ciclofosfamide e dosaggi aumentati di rituximab ("R-FC-lite").
Nel paziente anziano, l'associazione di rituximab e bendamustina presenta un profilo di tossicità migliore, rispetto a R-FC, tuttavia al momento in Italia tale trattamento è riservato a pazienti già precedentemente trattati o con chiare controindicazioni all'uso di fludarabina. 
La terapia con clorambucile (uno dei primi farmaci disponibili per la B-CLL) e rituximab pare mostrare risultati molto interessanti, così come l'associazione rituximab e cladribina.
Nel paziente anziano con problematiche di salute associate, si può considerare anche un trattamento con farmaci in monoterapia (clorambucile, ciclofosfamide, bendamustina, fludarabina, pentosatina o cladribina).
Diversi studi sono stati condotti per confrontare clorambucile con questi altri singoli farmaci, tuttavia, sebbene si ottengano migliori tassi di risposta con gli altri farmaci, nessuno ha ancora mostrato un vantaggio in termini di sopravvivenza complessiva rispetto a clorambucile.
Il clorambucile è stato anche confrontato con l'anticorpo anti-CD52 (alemtuzumab), senza peraltro dimostrare nel paziente anziano un vantaggio nel tasso di risposta o nella sopravvivenza libera da progressione di malattia.
L'unico contesto dove alemtuzumab è vantaggioso è nel paziente con delezione del braccio corto (p) del cromosoma 17 o del braccio lungo (q) del cromosoma 11. 
L'ofatumumab è un nuovo anticorpo anti-CD20 attivo nella B-CLL e indicato nei pazienti ricaduti dopo terapia con fludarabina e dopo terapia con alemtuzumab.

## Prognosi
La prognosi è estremamente variabile, la leucemia può essere stabile per molti anni come all'improvviso peggiorare fino alla morte del soggetto.
A differenza della leucemia mieloide cronica, quella linfatica cronica non termina in una fase blastica (leucemica acuta). Tutt'al più si può assistere ad una trasformazione in una leucemia a prolinfociti o prolinfocitoide e in un linfoma a grandi cellule e ad alto grado di aggressività (sindrome di Richter) che si ritrova in circa il 5% delle persone, che presentano un quadro clinico contrassegnato da febbre elevata, perdita di peso e presenza di voluminose masse linfoghiandolari.
Altre complicanze sono:
- Infezioni opportuniste e ripetute a causa dell'ipogammaglobulinemia
- Anemia emolitica
- Trombocitopenia
- Aplasia eritrocitaria
- Mielofibrosi

Correlano con una cattiva prognosi:
- esordio di malattia in stadio avanzato
- doubling time della conta dei linfociti < 12 mesi
- presenza di sintomi sistemici e infiltrazione di tipo diffuso
- assenza di mutazioni a carico del gene IgVH
- espressione di superficie del marcatore CD38
- espressione della tirosin-chinasi ZAP-70
- presenza di delezioni 11q e 17p.

Una trisomia 12q possiede invece una prognosi intermedia. Un cariotipo normale o la delezione 13q invece hanno una buona prognosi.